# Neprůstřelné sklo

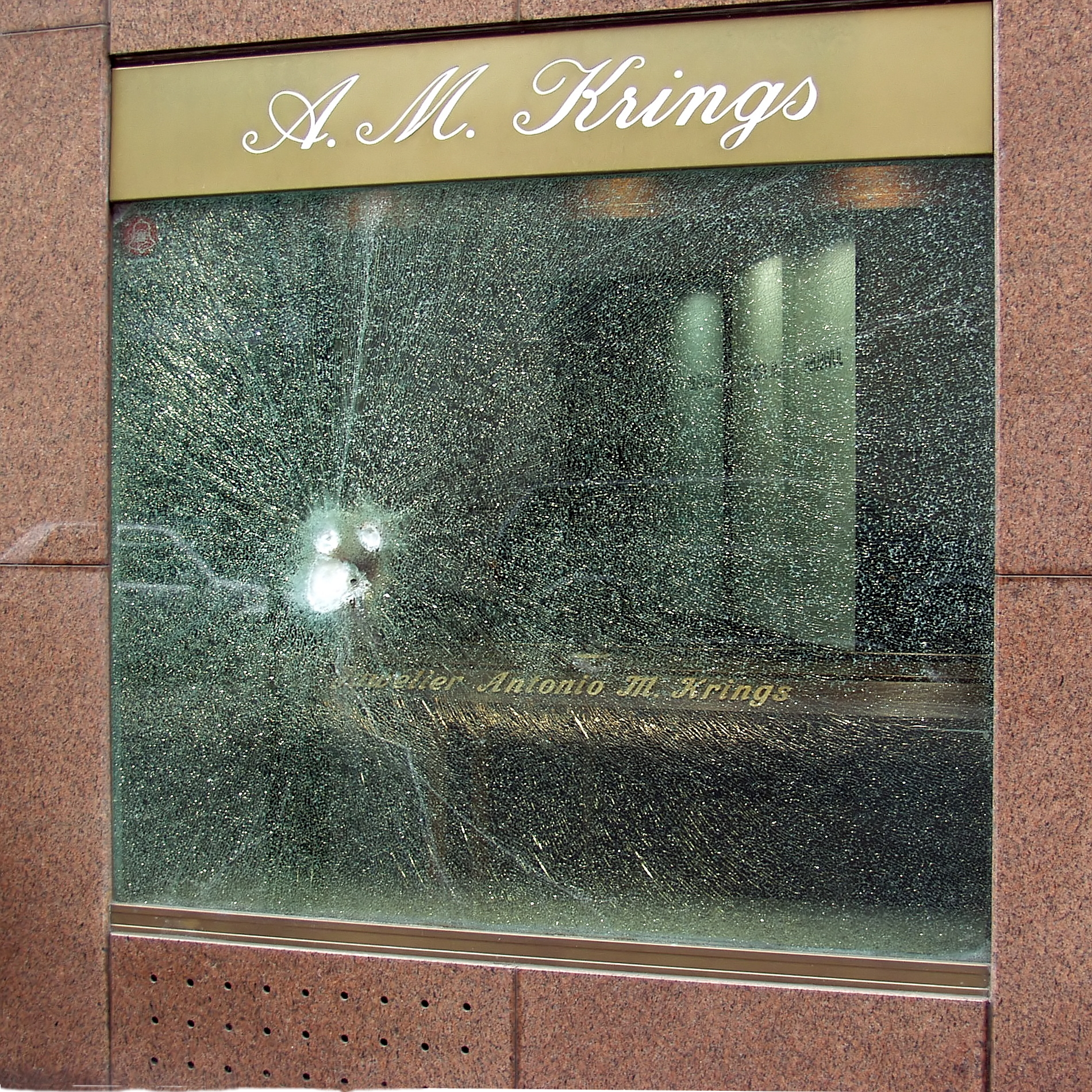
Tabule neprůstřelného skla po pokusu o rozbití lupičem

Neprůstřelné sklo je sklo s vysokou odolností proti nárazu vystřeleného projektilu. Používá se např. pro okna významných budov nebo automobilů, které chrání před ozbrojenými útoky a vzdoruje střelám i výbuchům. Dalším běžným místem použití jsou kabiny bitevních letadel a vrtulníků. Také se běžně využívá u přepážek finančních institucí, pošt a podobně. 
Neprůstřelná skla bývají vyrobena buď z polykarbonátů, nebo z vrstveného laminovaného skla. V tomto sendvičovém uspořádání dodávají tabule skla potřebnou tvrdost a laminovací fólie, kterou jsou tyto tabule spojeny, zase pružnost. Tabule neprůstřelného skla má tloušťku více než 2,5 cm.
Jakékoliv takové sklo lze prostřelit projektily, které jejich pevnost překonají. Zasklení kabiny bitevního vrtulníku AH-64 Apache je kupříkladu odolné do ráže 12,7 mm. Předpokládá se ale, že nebude více zásahů do stejného místa. Krom toho se, zejména opakovanými zásahy, stává i neprůstřelné sklo  dosti neprůhledným. 